# Nerio Alessandri
Nerio Alessandri (Gatteo, 8 aprile 1961) è un imprenditore italiano.
Presidente e fondatore di Technogym (dal 1983), presidente di Wellness Foundation (dal 2002). È stato membro del Consiglio Direttivo di Confindustria (dal 2004 al 2012) e Vice Presidente del Comitato Leonardo (dal 2009 al 2011).

## Biografia
Figlio di un capomastro e di un'operaia, si diploma perito industriale a Forlì; ha un fratello più giovane, Pierluigi Alessandri, attuale vicepresidente di Technogym. Lascia dopo tre anni il posto che ha in un'azienda di Cesena produttrice di macchine per il confezionamento nel campo della frutta perché "sogna di fare l'imprenditore". Vorrebbe aprire a Cesena un Emporio Armani, si mette invece a costruire nel garage di casa, facendosi aiutare da due amici, un carpentiere e un verniciatore, il prototipo di un attrezzo per potenziare i muscoli dopo avere frequentato una palestra della zona e avere notato la scarsità di attrezzature. Il prototipo ha successo, accetta richieste che arrivano da altre palestre utilizzando una cabina telefonica pubblica dal momento che a casa non ha il telefono. Nel 1983 fonda l'azienda Technogym, iniziando a costruire le prime attrezzature in un piccolo capannone preso in affitto a Gambettola. Nel 1984 crea la prima linea di attrezzature per palestre, "The Isotonic Line". Comincia a girare l'Italia in cerca di clienti e aggiunge prima il design al prodotto e poi, quando gli altri fanno ancora attrezzi meccanici, l'elettronica.
Nel 1986 arriva "Unica", il primo attrezzo di design per il fitness in casa.  Nel 1988 brevetta il sistema CPR, un algoritmo per l'allenamento a battito cardiaco costante, che diventa un segno distintivo dei prodotti Technogym.
Nel 2001 Alessandri è nominato Cavaliere del Lavoro dal Presidente della Repubblica Carlo Azeglio Ciampi, che lo rende il più giovane cavaliere del lavoro nella storia italiana.
Nel 2003 fonda la Wellness Foundation, un ente no profit per il sostegno alla ricerca scientifica, all'educazione alla salute e alla promozione dello "stile di vita Wellness". Tra le principali attività della fondazione c'è la promozione del Wellness Congress, una manifestazione per la promozione dello "stile di vita Wellness". La prima edizione si è tenuta a Cesena nel 2003, per poi ripetersi annualmente in diversi paesi del mondo. Un altro progetto è fare della Romagna una Wellness Valley, il primo distretto internazionale di competenze nel benessere e nella qualità della vita delle persone. Sposato con Stefania Migani, ha due figli, Erica e Edoardo.
Nel 2004 entra con una quota del 31,77% nell'azionariato di Enervit, società comasca operante nel settore della nutrizione sportiva. Nel 2006 acquista una partecipazione del 40% in Starpool, azienda trentina specializzata nel settore della progettazione e realizzazione di centri benessere. Nell'aprile 2016 acquisisce il 50,1% della società danese Exrp, specializzata nello sviluppo e commercializzazione di software gestionali per i fitness club.

## Riconoscimenti e onorificenze
- 2003: "Imprenditore dell'Anno 2003" e, successivamente, partecipa al "World Entrepreneur of the Year".
- 2004: Premio Leonardo Qualità Italia conferito dal Presidente della Repubblica.
- 2007: "Imprenditore dell'anno" nella categoria economia conferito dalla Camera di Commercio degli Stati Uniti.
- 2009: viene nominato vicepresidente del Comitato Leonardo, ente per la promozione della qualità italiana e dell'immagine dell'Italia nel mondo.
- 2009: "World Heart Champion", titolo conferito dalla World Heart Federation, l'associazione cardiologica dell'Organizzazione Mondiale della Sanità.
- 2010: Premio Guido Carli per la categoria "Responsabilità Sociale di Impresa".
- 2011: Premio "Malatesta Novello", consegnato dal Comune di Cesena.[13]
- 2017: Premio America consegnato della Fondazione Italia USA.
- 2017: Sport Award, riconosciuto dal Presidente del Comitato Olimpico Internazionale Thomas Bach per il suo impegno a supporto del Movimento Olimpico.[14]

## Opere
- Wellness, Scegli di vivere bene, Mondadori, Milano, 2000
- WELLNESS, storia e cultura del vivere bene, Sperling & Kupfer, 2007, con Maurizio Viroli